# Jabbim
Jabbim ist ein  GPL-lizenzierter Instant-Messaging-Client für das XMPP-Protokoll und ein tschechischer XMPP-Chat-Server. Der XMPP-Client verwendet die Qt-Bibliothek und ist in  Python programmiert. Jabbim ist für Linux und Microsoft Windows erhältlich.
Für verschiedene Linux-Distributionen werden .deb- und .rpm-Pakete bereitgestellt. Für Mac OS X findet keine aktive Entwicklung von Jabbim statt, obwohl das Programm nahe an einer lauffähigen Version für dieses Betriebssystem ist.
Jabbim kann sowohl zum Verbinden auf gewöhnliche XMPP-Server als auch zur Verwendung des Google-Talk-Dienstes eingesetzt werden.

## Merkmale
- In Tabs unterteiltes ChatFenster
- Verschiedene Skins
- Grafische Emoticons
- Visuelle und akustische Benachrichtigungen
- (XHTML-IM)
- Benachrichtigung über Tippaktivität
- Dateiübertragung
- Erweiterte Gruppenchatunterstützung mit Möglichkeiten zur Verwaltung und Moderation
- Gruppenchat Lesezeichen und automatisches Betreten.
- Liste mit verfügbaren Gruppenchats und Serverdiensten
- Schwarze und Weiße Listen
- Verstecken des eigenen Anwesenheitsstaus
- Ad-hoc-Befehle zum Fernsteuern von Clients[4]
- TLS-Verschlüsselung
- Erweiterte Statusangaben (gegenwärtig gehörtes Lied, Stimmung, Tätigkeit)[5]